# Vegetarianismo na Índia

Marca Vegetariana: A rotulagem obrigatória na Índia para distinguir produtos vegetarianos (à esquerda) dos não-vegetarianos (à direita)

 De acordo com uma pesquisa realizada pela The Hindu de 2006 , 31% dos indianos são vegetarianos, enquanto outros 9% consomem ovos. Entre as várias comunidades, o vegetarianismo é mais comum entre a comunidade de Jain e brâmanes (55%) e menos comum entre muçulmana (3%) e moradores de estados costeiros. Outros estudos citados pela FAO e o USDA estimam que entre 20% e 42% da população indiana é vegetariana. Esses estudos indicam que até mesmo os indianos que comem carne raramente, menos de 30% consomem regularmente. As razões são principalmente culturais e em parte econômica.
Na Índia, o vegetarianismo é geralmente sinônimo de lactovegetarianismo. A maioria dos restaurantes na Índia são claramente distintos e são comercializados como "vegetariano", "verde" ou "puro vegetariano". Restaurantes vegetarianos são abundantes, geralmente muitos estão disponíveis (Shakahari: salas de jantar Sânscrito). Os ingredientes de origem animal (com excepção do leite e mel), tais como a banha, gelatina, caldo de carne, não são usados na culinária tradicional. A Índia criou um sistema para a marcação de produtos alimentares feitos a partir de apenas ingredientes vegetarianos, com um ponto verde dentro de um quadrado verde. A marca de um ponto marrom dentro de um quadrado marrom significa a presença de ingredientes de origem animal (com excepção do leite ou seus derivados diretos).
O recente crescimento do comércio por grosso organizada na Índia tem sido atingido por alguma controvérsia, como alguns estão exigindo supermercados sem carne vegetariana.